# Eucarida
Die Eucarida sind ein Taxon der Krebstiere, das die Zehnfußkrebse (Decapoda) und die Leuchtgarnelen (Euphausiacea) in einer Gruppe vereint. Früher wurde zusätzlich auch eine Ordnung „Amphionidacea“ dazugerechnet, bis die systematische Position von deren einzigem Vertreter besser bekannt war. Die Eucarida sind vermutlich nicht monophyletisch. Die Gruppe ist aber nach wie vor in allen moderneren wissenschaftlichen Werken aufgeführt.

## Merkmale
Kennzeichnendes Merkmal der Eucarida ist, dass der Carapax fast immer groß und immer auf ganzer Länge mit dem Kopfrumpfabschnitt (Cephalothorax) verwachsen ist. Als weitere Merkmale werden angegeben: Die Komplexaugen meist vorhanden, auf Augenstielen sitzend; der Protopodit des zweiten Fühlerpaars ist meist zweigliedrig; die Mandibel bei adulten Tieren ohne beweglichen Teil (Lacinia mobilis); das Herz ist kurz und liegt im Thorax; nur die Epipodite der Rumpfbeine (Thorakopoden) bilden Kiemen aus. Außerdem werden bei der Individualentwicklung meist mehrere verschiedene Larvenstadien ausgebildet.

## Taxonomie
Die Eucarida wurden 1904, gemeinsam mit den Syncarida, den Peracarida und den Hoplocarida von William Thomas Calman als eine „Division“ der Eumalacostraca eingeführt. Er fasste darin die Euphausiacea und die Decapoda in einer Gruppe zusammen. Erik Dahl stellte sie 1956 abweichend als eine der Ordnungen der Malacostraca. Spätere Bearbeiter sahen sie überwiegend, in gegenüber Calmans Werk unveränderter Umschreibung, im Rang einer Überordnung. 1981 ordnete Frederick Schram ihnen als dritte Ordnung die Amphionidacea zu. Diese Klassifizierung wurde in das System nach Martin und Davis 2001 übernommen, das lange Zeit als maßgeblich für die Systematik der Krebstiere angesehen wurde.
Die Ordnung Amphionidacea war 1973 eingerichtet worden, um eine einzige Art Amphionides reynaudii aufzunehmen. Da diese einen Maxillipeden aufwies, während die Decapoda drei davon und die Leuchtgarnelen keinen haben, schien sie eine passende Übergangsform zu bilden. 2015 fanden Sammy De Grave und Kollegen dann allerdings heraus, dass Amphionides reynaudii in der bisherigen Forschung verkannt worden war: es handelte sich nicht um eine stark abweichende Art, sondern um eine Larvenform eines Zehnfußkrebses. Heute wird sie in die Familie Pandalidae gestellt.
Der US-amerikanische Forscher Les Watling schlug 1981 eine völlig abweichende Deutung vor. Er entfernte die Decapoda aus den Eucarida und vereinte darin die Euphausiacea, die Mysidacea (oder Schwebegarnelen) und einige kleinere Familien, seiner Hypothese nach wären die Eucarida dann ein Untertaxon der Peracarida. Diese Deutung hat sich nicht durchgesetzt.
Obwohl das Taxon Eucarida, mit den Ordnungen Decapoda und Euphausiacea, bis in jüngerer Zeit für die Phylogenie der Krebstiere grundlegend blieb (z. B. im Monumentalwerk Treatise of Zoology von 2010 den eigenen Band 9A erhielt), wurde seine Monophylie zunehmend bestritten, zum Beispiel auf morphologischer Basis von Gerhard Scholtz und Stefan Richter. Dabei schienen genetische Analysen die Gruppe weiter zu unterstützen. Eine aktuelle Arbeit von 2022, mit verbesserter Taxonabdeckung, erwies dann eine neue Phylogenie. Demnach bildet die wenig bekannte, auf der Südhalbkugel verbreitete Ordnung Anaspidacea die Schwestergruppe der Euphausiacea. Damit müsste das Taxon Eucarida, genauso wie die Syncarida (bestehend aus Anaspidacea und Bathynellacea oder Brunnenkrebsen) aufgegeben werden. Allerdings bilden alle vier zusammen wieder eine monophyletische Einheit, für die die Gruppe den neuen Namen „Syneucarida“ vorschlägt.